# C. P. H. Gilbert
Charles Pierrepont Henry Gilbert (29 de agosto de 1861 en Nueva York-25 de octubre de 1952), más conocido como C. P. H. Gilbert, fue un arquitecto estadounidense de finales del siglo XIX y principios del XX más conocido por diseñar petit hôtels y algunas de las mansiones de la Gilded Age.

## Antecedentes y primeros años
La familia de Gilbert proviene de ascendencia inglesa y de Nueva Inglaterra. Uno de los miembros era Humphrey Gilbert, a quien Isabel I concedió una patente para la colonización de América del Norte. Los ambiciosos planes de Gilbert terminaron cuando se perdió en el mar con la mayor parte de su compañía en su viaje de regreso de la exploración de Terranova. Sin embargo, otros miembros de la familia pronto plantaron el nombre en América del Norte.
Su padre era Loring Gilbert, descendiente directo de John Gilbert, el segundo hijo de Giles Gilbert de Bridgwater, en el condado de Somerset, situado al suroeste de Inglaterra, que llegó a Estados Unidos a principios del siglo XVII y se estableció en Dorchester, cerca de Boston, y murió en Taunton en Massachusetts en 1654. Loring Gilbert fue un comerciante a comisión que tuvo una carrera exitosa. Se casó con Caroline C. Etchebery y tuvieron un hijo, Charles Pierrepont Henry Gilbert. Loring Gilbert murió en 1893.
C. P. H. Gilbert estudió en la École des Beaux-Arts de París. Después de prepararse para la universidad, tomó cursos especiales de ingeniería civil y arquitectura, y luego estudió pintura, escultura y bellas artes en general. Después de la universidad, comenzó un trabajo práctico como asistente en la oficina de una destacada firma de arquitectos, donde recibió la capacitación necesaria para prepararlo para dedicarse a su propio negocio. De joven diseñó edificios en las ciudades mineras de Colorado y Arizona antes de regresar a Nueva York hacia 1885.

## Carrera profesional
En 1886, a la edad de veinticinco años, Gilbert comenzó a ejercer como arquitecto en Nueva York y recibió el encargo de diseñar edificios de todo tipo. Uno de los primeros proyectos de Gilbert fue el diseño de catorce casas adosadas de piedra rojiza que ahora forman parte del distrito histórico de Manhattan Avenue. Gilbert diseñó el bloque para el desarrollador de Hoboken John Brown en 1886.
Otro edificio digno de mención fue la mansión románica richardsoniana de 1888 en la Octava Avenida y Carroll Street en Park Slope,en Brooklyn, para Thomas Adams Jr., un magnate del chicle. A partir de 1893, Gilbert tuvo un negocio muy grande, que creció constantemente. Además, fue director o accionista de varias grandes empresas manufactureras fuera de Nueva York.
Vio acción durante la Guerra hispano-estadounidense de 1898. Después de la guerra regresó a Nueva York.
En 1900, Gilbert tenía la reputación de ser un especialista en el diseño de lujosas casas y mansiones. Entre los palacios de Gilbert en la Quinta Avenida se encuentra la Casa de Morton F. Plant, la mansión neorrenacentista de Morton Freeman Plant, hijo del magnate ferroviario Henry B. Plant. Durante los años 1920 diseñó más de 100 mansiones de Nueva York en varios estilos; varios de ellos a lo largo de la Quinta Avenida ahora han sido reorientados para uso institucional. En educación, lista de clientes y estilo arquitectónico, Gilbert siguió en gran medida los pasos de Richard Morris Hunt, cuyo pequeño castillo en la Quinta Avenida para William Kissam Vanderbilt estableció un modelo para los castillos de piedra caliza del gótico tardío francés para albergar a la élite de la Gilded Age. Entre los clientes de Gilbert se encontraban industriales y banqueros ricos e influyentes como Harry F. Sinclair, Joseph Raphael De Lamar, Felix M. Warburg, Otto H. Kahn, Adolph Lewisohn, Augustus G. Paine, Jr. y familias como los Bache, Reids, Wertheims, Sloanes y otros. Gilbert también diseñó varias mansiones y edificios en Long Island y en el norte del estado de Nueva York en los años 1920. 
Gilbert se retiró de la vida pública y, a finales de los años 1920, dejó de diseñar nuevas casas. Se retiró a Pelham Manor, Nueva York en el condado de Westchester, donde murió el 25 de octubre de 1952 en su casa en 216 Townsend Avenue, a la edad de 92 años. Está enterrado en el cementerio Woodlawn en el Bronx, Nueva York.

## Membresías
Gilbert fue miembro de numerosas organizaciones profesionales y sociales, entre ellas la Cámara de Comercio del Estado de Nueva York, la Architectural League, la Sociedad de Guerras Coloniales, la Sociedad General de los Hijos de la Revolución, la Sociedad de Nueva Inglaterra y los clubes de campo de Bellas Artes, Metropolitan, Union League, Abogados, Equitación, Raqueta, Ardsley, Colonial, Country y Nassau de Nueva York. También fue miembro del Instituto Americano de Arquitectos y veterano del Escuadrón A, la organización de caballería de la Guardia Nacional de Nueva York.

## Familia
Gilbert estaba casado con Florence Cecil Moss, hija de Theodore Moss de Nueva York, y tenía dos hijos: Dudley Pierrepont Gilbert y Vera Pierrepont Gilbert. Vivía en el 33 de Riverside Drive y tenía una villa en Newport, Rhode Island en Ochre Point.

## Obras
Algunas de las obras de Gilbert incluyen:
- 1881 – Residencia de Jules S. Bache, 10 East 67th Street,[10] remodelada en 1889.[11]
- 1886 – Catorce casas adosadas de brownstowne en el distrito histórico de Manhattan Avenue : 120-40 Manhattan Avenue, 39-43 Calle 105 Oeste, 38-44 Calle 106 Oeste.
- 1888-1904 – al menos ocho de las mansiones de Montgomery Place (n. ° 11, 14, 16-19, 21, 25, 36-50, 54-60, 115-119), entre Octava Avenida y Prospect Park, Brooklyn .
- c.1889 – 313 y 315 Garfield Place, Brooklyn. Casas especulativas contrastantes.[7]
- 1890 – Residencia de Joseph Hanan, Carroll Street y Octava Avenida, Park Slope; demolido en los años 1930.
- c.1895 – tres mansiones contiguas al pie de Riverside Drive : 311 West 72nd Street, 1 Riverside Drive y 3 Riverside Drive para Philip Kleeberg.
- 1898 – Casa de Harry F. Sinclair, 79th Street y Quinta Avenida, que ahora alberga el Instituto Ucraniano.
- 1898 – Edificio Cushman, Broadway y Maiden Lane, 1898 (anteriormente el sitio del Hotel Howard).
- 1900 – Meudon, la enorme finca de 80 habitaciones de estilo Luis XVI en Gold Coast de William Dameron Guthrie en Lattingtown.
- c.1900 – Mansión de Franklin Winfield Woolworth, Calle 80 y Quinta Avenida; demolida.
- c.1900 – Residencia de Edmund C. Converse, 3 East 78th Street, en un " neogótico suave", según Christopher Gray;[12] Converse fue el primer presidente de Bankers Trust Company ; su finca de Greenwich, Connecticut ahora se conoce como Conyers Farm.
- 1903 – 57 Stone Street, construido en el estilo del Renacimiento colonial holandés para Amos F. Eno, un hijo de Amos R. Eno.
- 1904 – Edificio Knabe, 437 Quinta Avenida.
- 1905 – Mansión Joseph Raphael De Lamar, Avenida Madison y Calle 37, ahora el Consulado General de Polonia.
- 1905 – Casa de Morton F. Plant, 52nd Street y Quinta Avenida, con el arquitecto Robert W. Gibson, ahora Cartier.
- 1906-1908 – Casa Felix M. Warburg, 92nd Street y Quinta Avenida, ahora el Museo Judío.
- 1913-1914 – Charlcôte House en Flat Rock Camp, construida para Charlotte M. Bedell Paine; demolido 1980.
- 1914-1916 – Weckesser Hall, Universidad de Wilkes, Wilkes-Barre, Pensilvania.[13]
- 1915-1918 – Casas de la señora Seymour H. Knox, 800 Delaware Avenue (antes 806), Búfalo, Nueva York, ahora oficinas de Cellino Law.[14]
- 1916-1918 – Casa de Otto H. Kahn, 91st Street y Quinta Avenida, con el arquitecto J. Armstrong Stenhouse, ahora el Convento del Sagrado Corazón
- 1917 – Residencia de Adolph Lewisohn, 9 West 57th Street demolida.[15]
- 1917 – 1067 Quinta Avenida, cerca de 87th Street, diseño de apartamentos en estilo gótico francés.
- 1917-1918 – Residencia de Augustus G. Paine, Jr., 31 Calle 69 Este, ahora Consulado General de Austria.[16]
- 1919-1921 – Residencia de Arthur y Alice Sachs, 42 Calle 69 Este, ahora Fondo Nacional Judío.[17]
- 1921 – Banco Nacional del Condado de Essex, Willsboro (fundado en 1923 por Augustus G. Paine, Jr., hoy parte del Banco Nacional Champlain).[18]
- 1924-1925 – Casa de Seymour H. Knox II, Búfalo, Nueva York.[19]
- 1929-1930 – Biblioteca Paine Memorial, Willsboro.[20]

## Galería

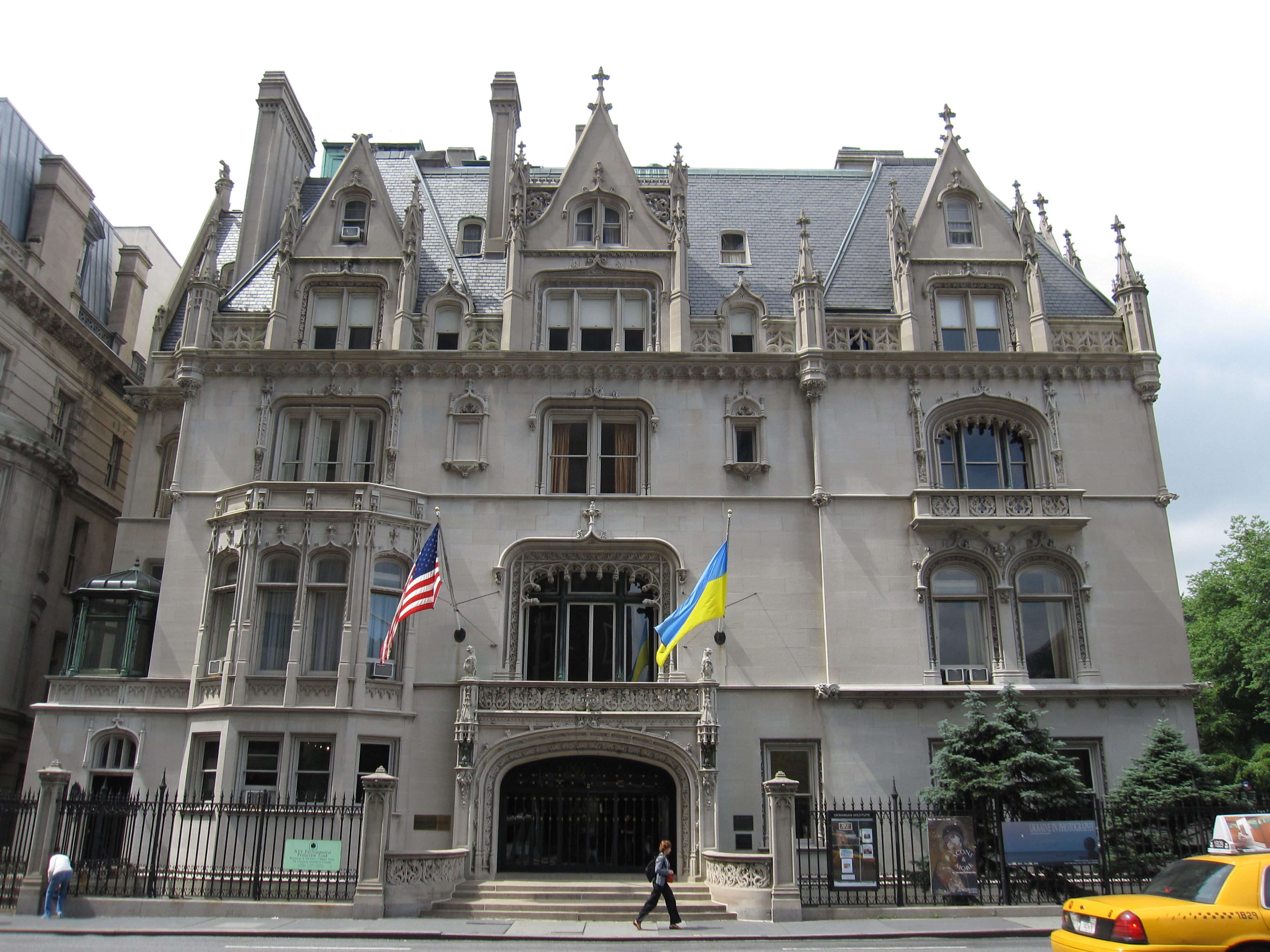
Casa de Harry F. Sinclair
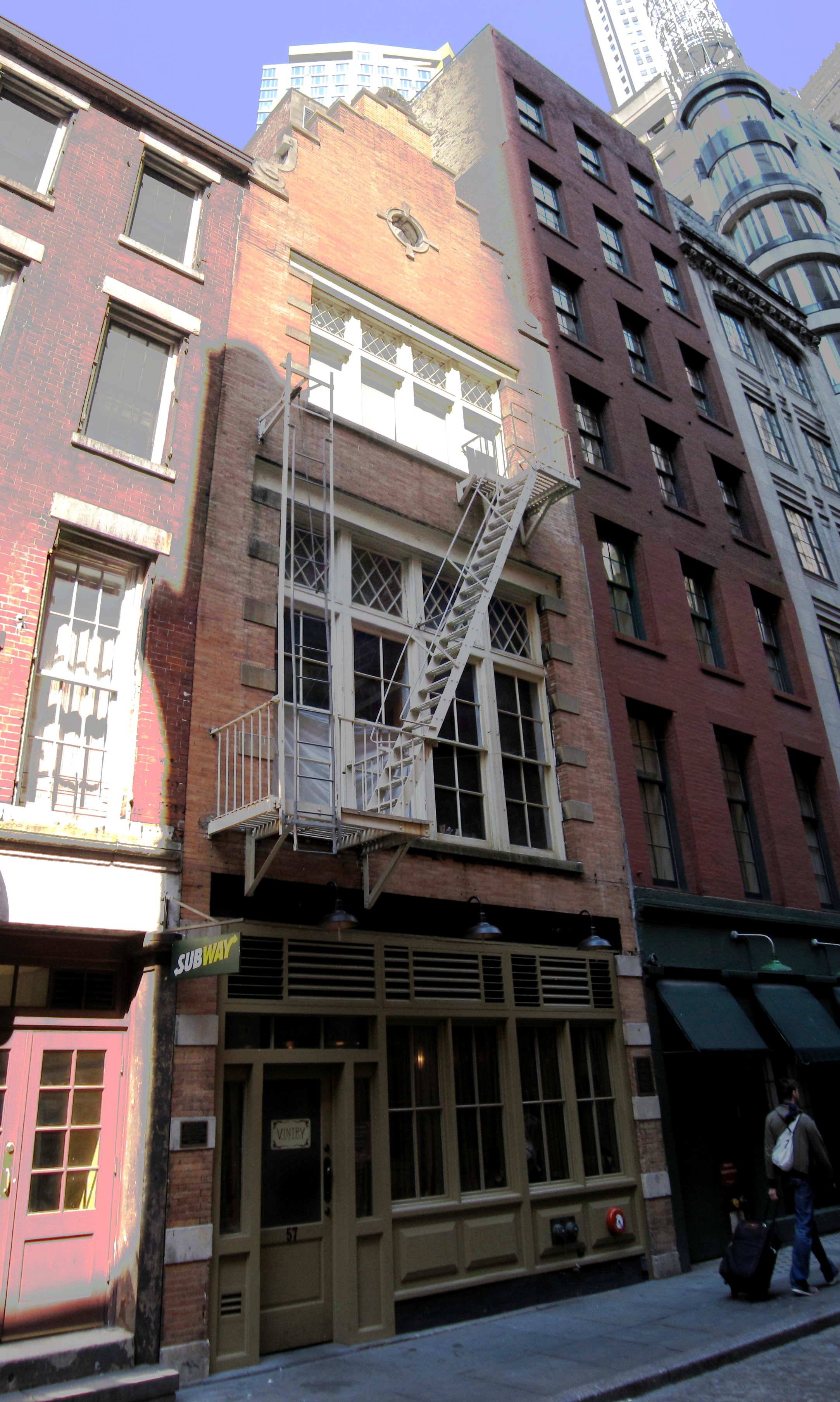
57 Stone Street
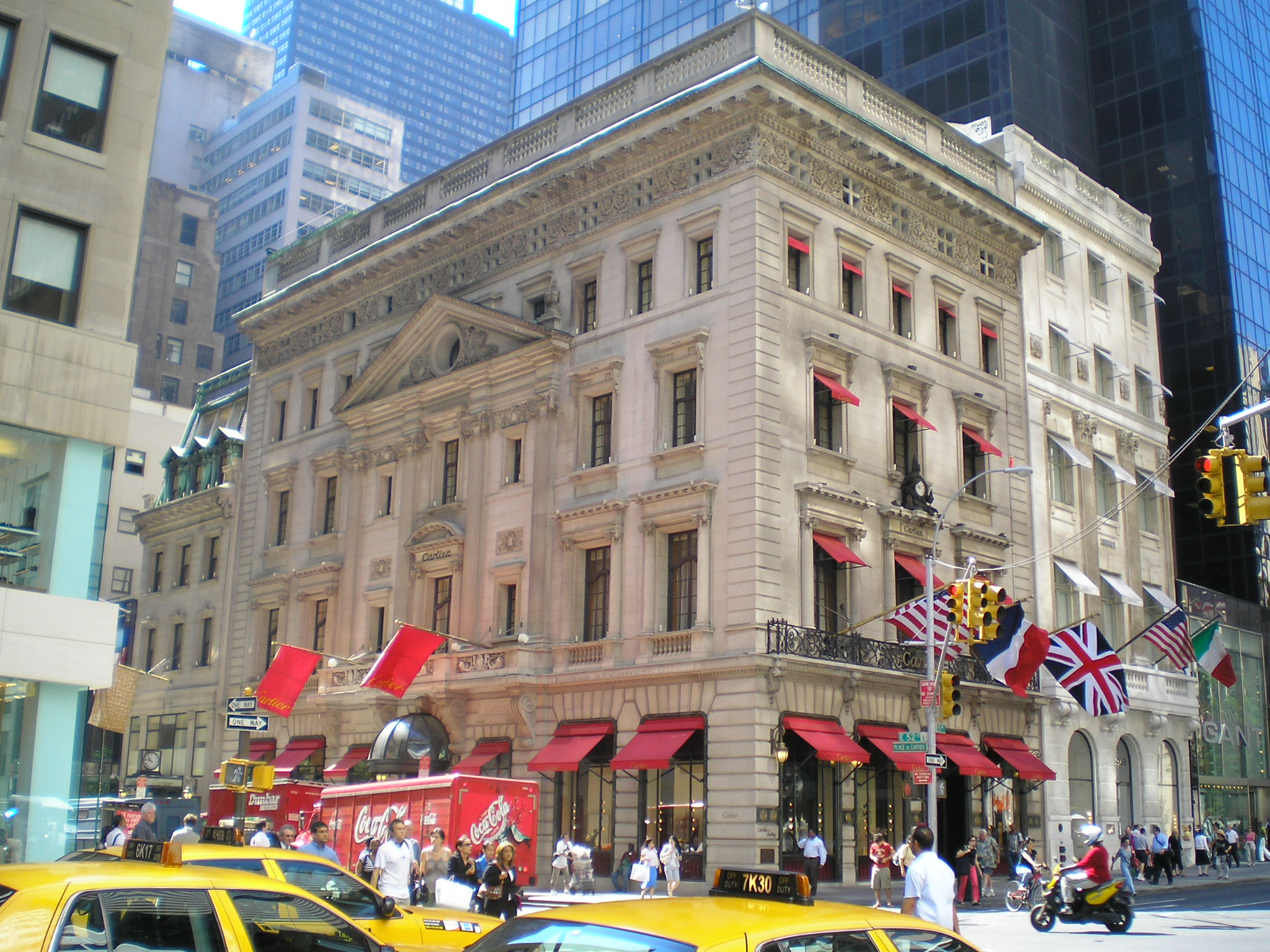
Casa de Morton F. Plant
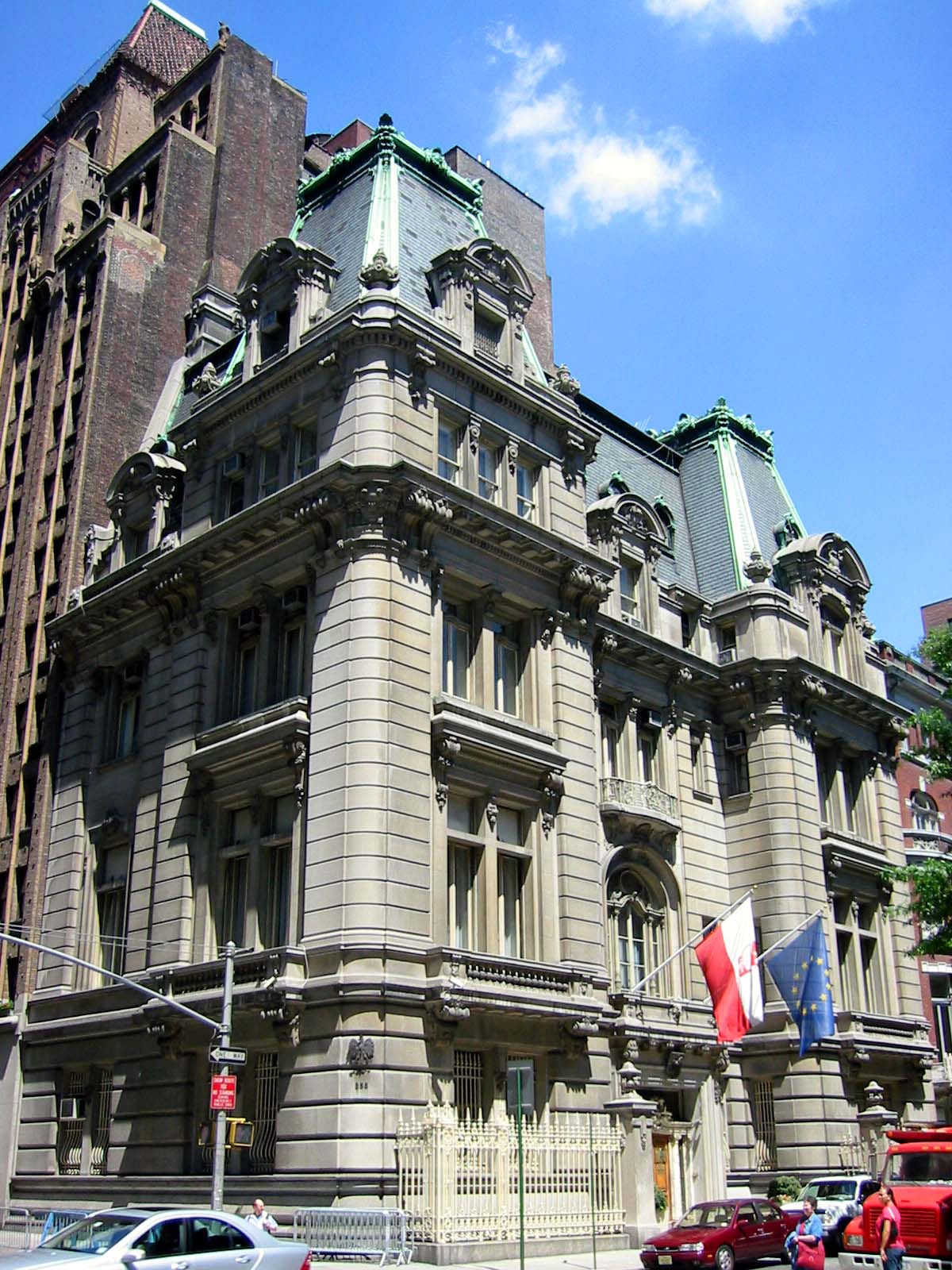
Mansión Joseph Raphael De Lamar
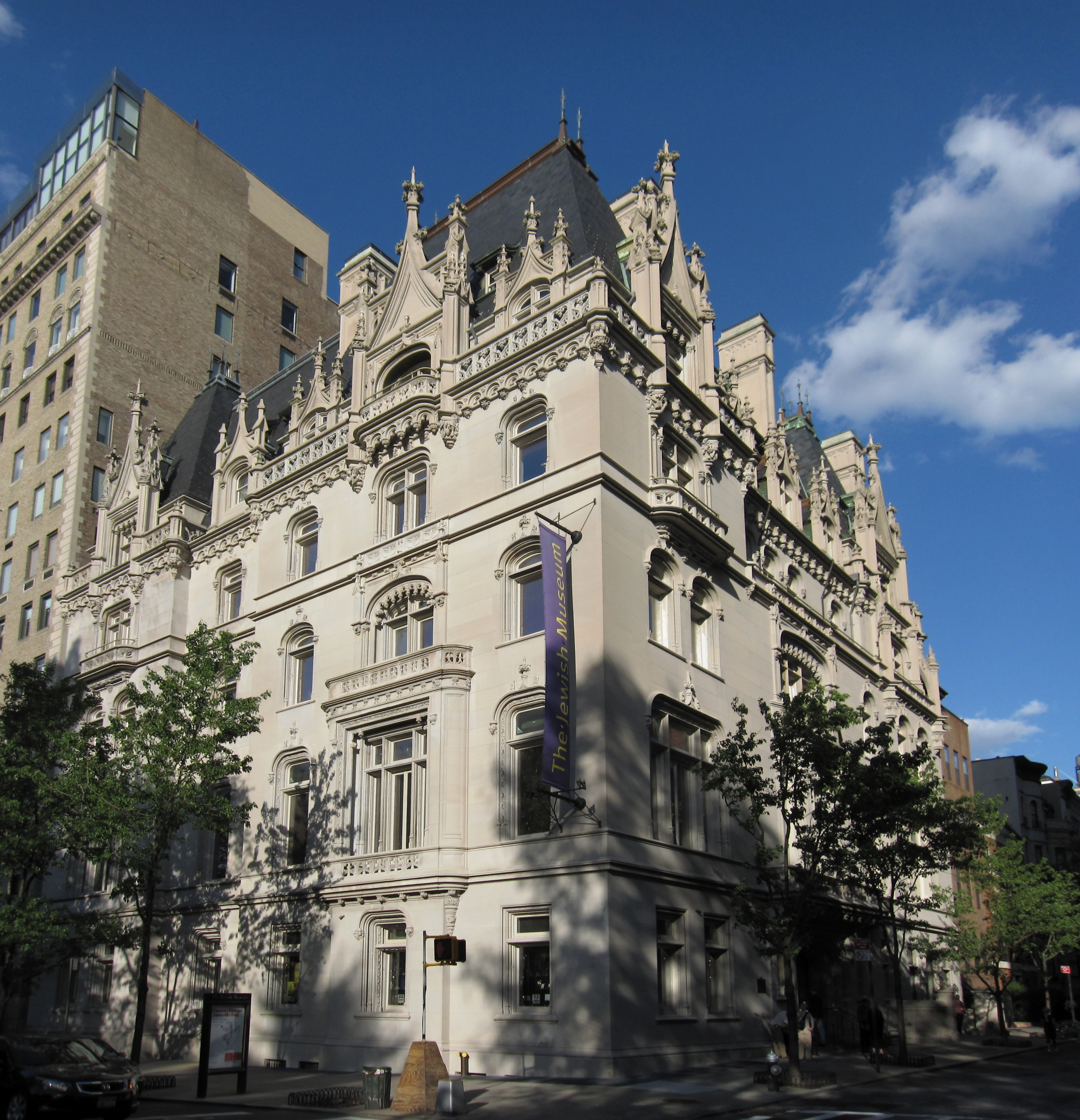
Casa Felix M. Warburg
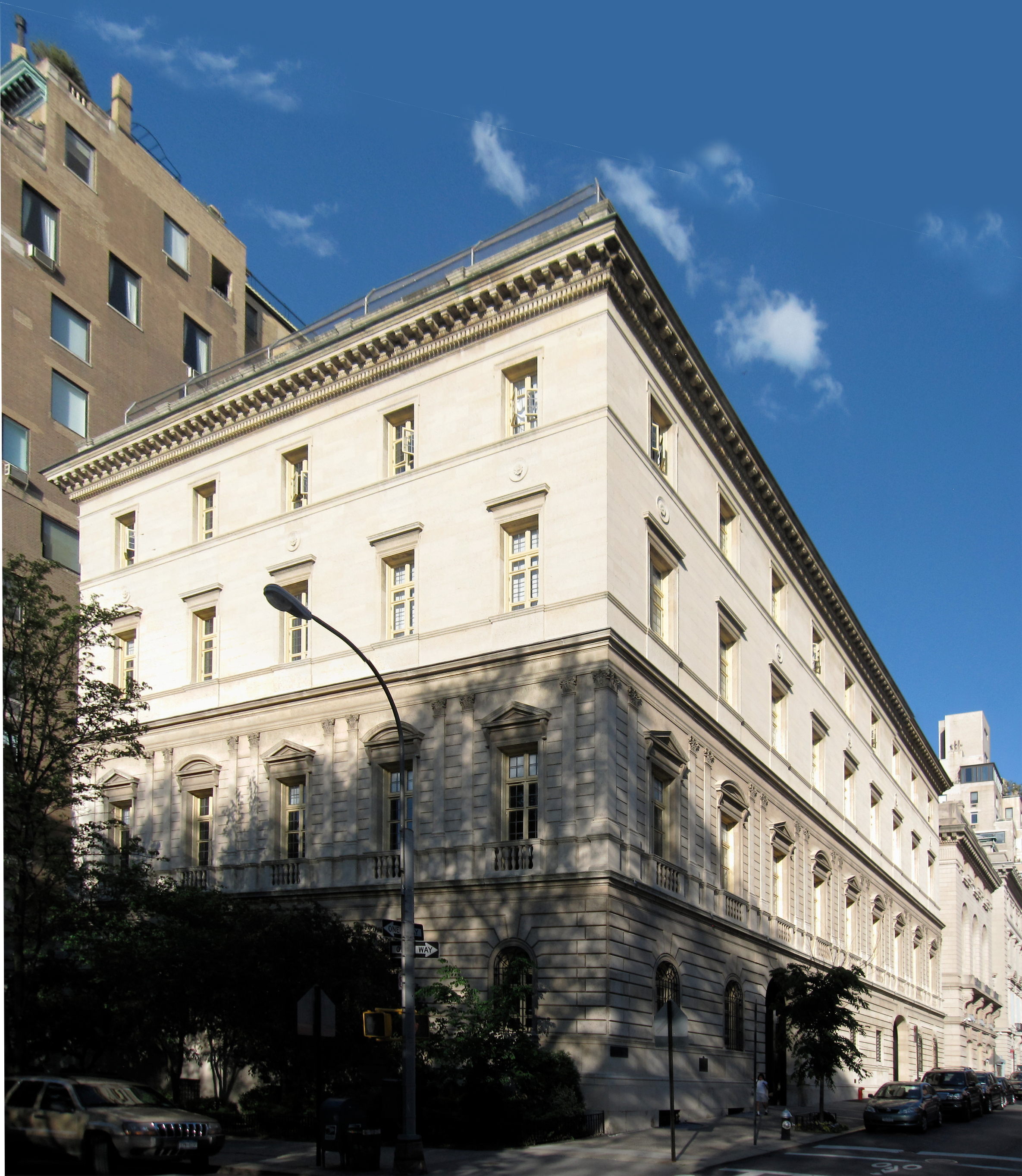
Casa de Otto H. Kahn
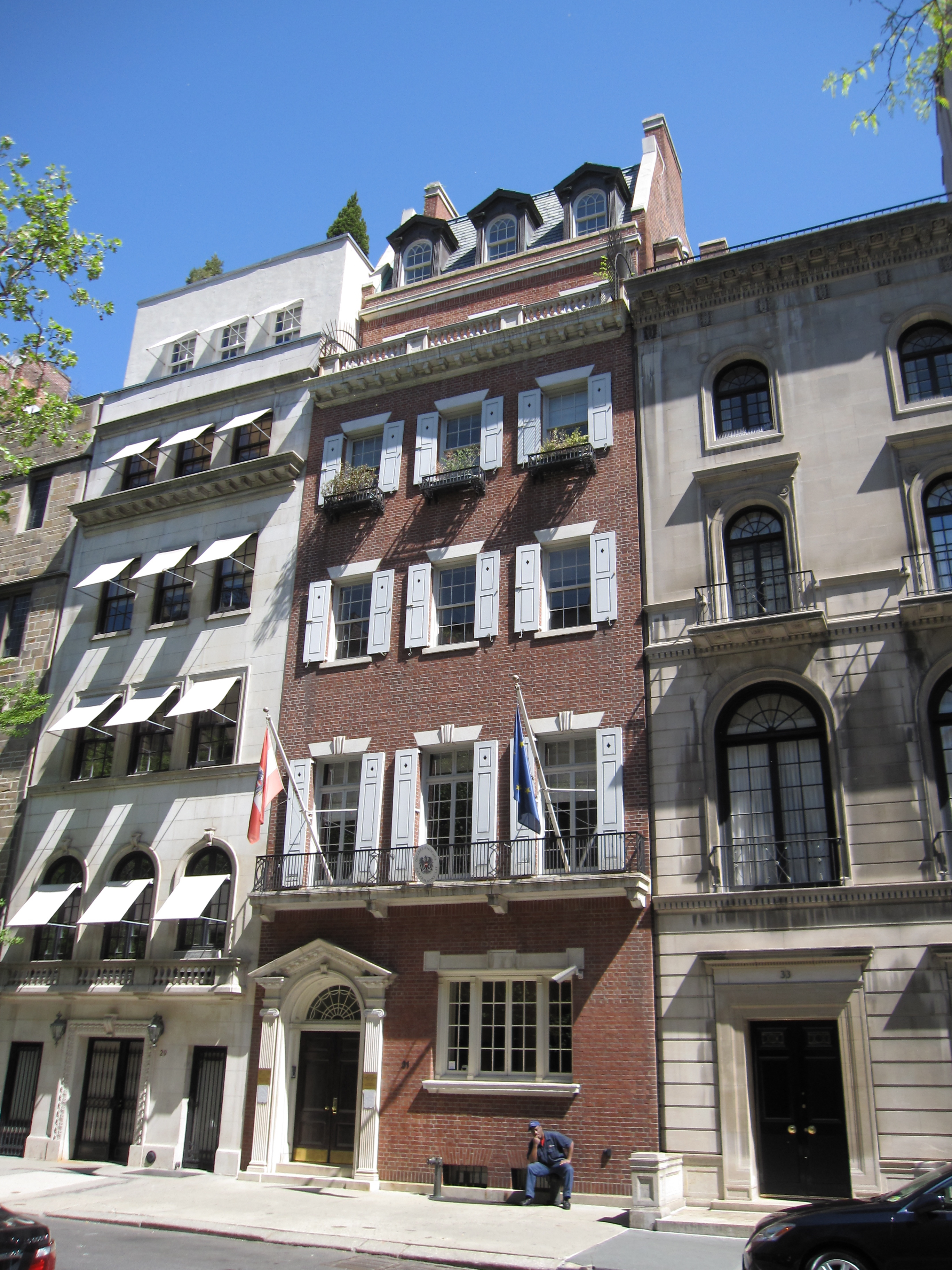
Casa de Augustus G. Paine, Jr.
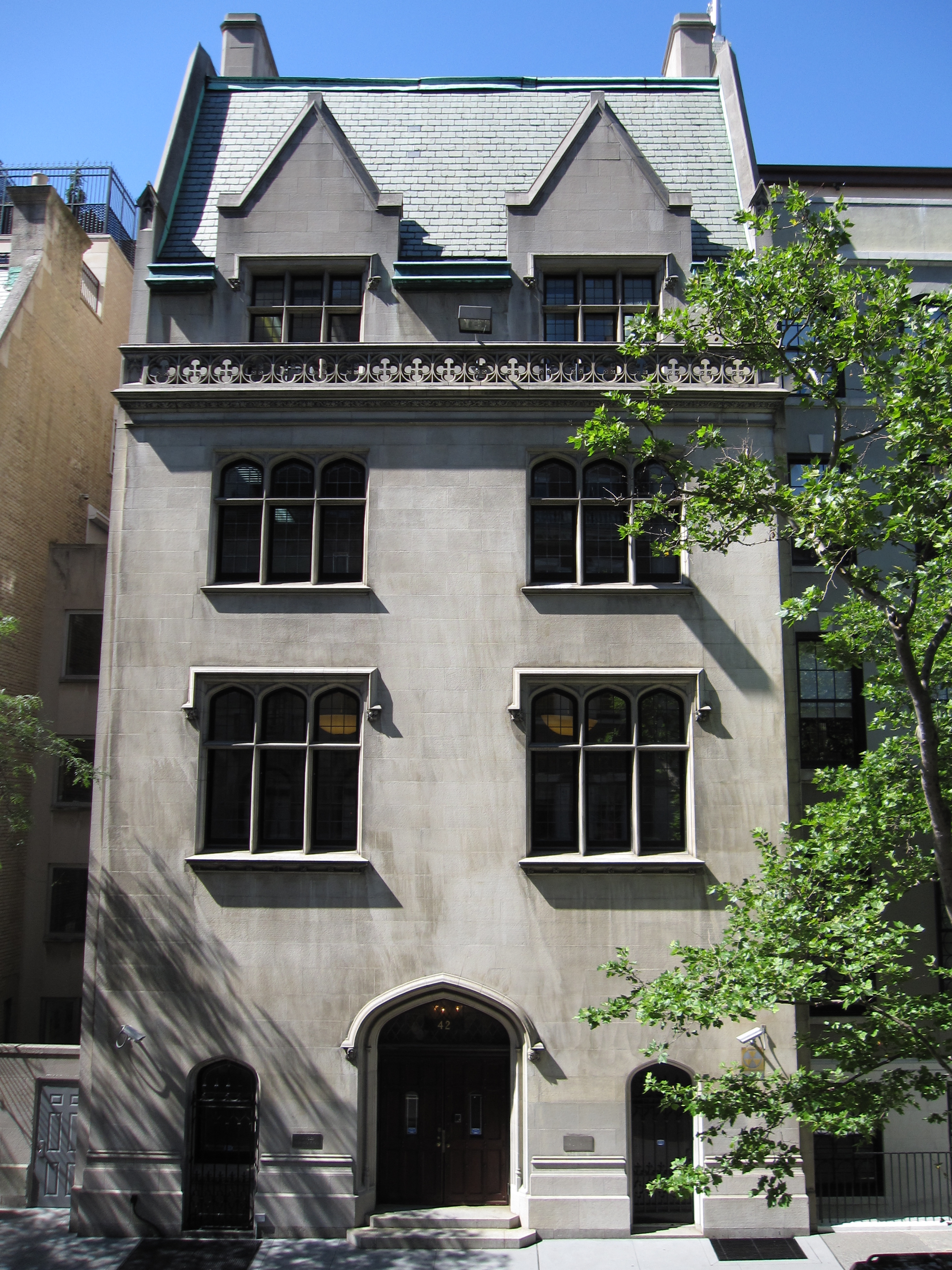
Casa de Arthur y Alice Sachs